# دابلیو. بروس کامرون
دابلیو. بروس کامرون (به انگلیسی: W. Bruce Cameron) یک پدیدآور، ستون‌نویس و طنزنویس اهل آمریکا است. از جمله فیلم‌های مشهور او می‌توان به مسیر بازگشت یک سگ به خانه و سفر یک سگ اشاره کرد.